# Brayelin Martínez
Brayelin Elizabeth Martínez (Santo Domingo, 11 settembre 1996) è una pallavolista dominicana, schiacciatrice della Dinamo-Ak Bars.

## Biografia
È la sorella maggiore della pallavolista Jineiry Martínez. Il fratello Brayan è un cestista professionista, così come lo erano lo zio Soterio Ramírez e il cugino Jack Martínez.

## Carriera

### Club
La carriera di Brayelin Martínez inizia nei tornei amatoriali dominicani con la maglia del Mirador, dopo diverse annate nelle squadre giovanili di Distrito Nacional, San Cristóbal e dello stesso Mirador. 
Per la stagione 2015-16 viene ufficializzato il suo passaggio al Neruda, club italiano iscritto in Serie A1. Resta nello stesso campionato per la stagione 2016-17 giocando però per Busto Arsizio e in quella seguente col Casalmaggiore; conclusi gli impegni con la formazione italiana, partecipa alla prima edizione della Liga de Voleibol Superior con il Caribeñas, vincendo lo scudetto.
Nel campionato 2018-19 viene ingaggiata dall'Aydın BB, impegnato nella Sultanlar Ligi turca, mentre nel campionato successivo emigra in Brasile per partecipare alla Superliga Série A con il Praia Clube: nel corso di un quadriennio si aggiudica uno scudetto, tre Supercoppe brasiliane, due edizioni del Campionato Mineiro e altrettante del campionato sudamericano per club, ricevendo diversi riconoscimenti individuali, come quello di miglior giocatrice nel 2023.
Si trasferisce in Russia nella stagione 2023-24, indossando la casacca della Dinamo-Ak Bars, in Superliga, aggiudicandosi lo scudetto e il premio come miglior schiacciatrice.

### Nazionale
Dal 2010 fa parte delle rappresentative giovanili dominicane: con la selezione selezione under 18 vince il bronzo alla Coppa panamericana 2011, dove viene premiata come miglior attaccante, e nell'edizione 2013, l'argento al campionato nordamericano 2012, insignita dei premi come miglior realizzatrice e miglior attaccante, e partecipa al campionato mondiale 2013, venendo premiata come miglior schiacciatrice del torneo; con l'under 20 partecipa a tre campionati nordamericani (2010, 2012, 2014), vincendo rispettivamente un argento, un oro e un bronzo, oltre a conquistare la medaglia d'oro al campionato mondiale 2015, di cui viene eletta anche MVP, e due argenti alla Coppa panamericana 2011 e 2013; con l'under 23 vince quattro Coppe panamericane, ricevendo numerosi riconoscimenti individuali (come quelli di miglior giocatrice del torneo nel 2014 e nel 2016), oltre a un argento e un bronzo al campionato mondiale. 
Entra giovanissima nel giro della nazionale maggiore, con la quale conquista due medaglie d'argento consecutive (2013 e 2015) al campionato nordamericano, la medaglia d'argento nella Coppa panamericana 2013 e 2015 e un oro nell'edizione 2014; vince inoltre i Giochi centramericani e caraibici 2014, la medaglia di bronzo ai XVII Giochi panamericani e l'oro alla NORCECA Champions Cup 2015. In seguito vince la medaglia d'oro alla Coppa panamericana 2016, venendo premiata come MVP e miglior schiacciatrice, e quella d'argento alla Coppa panamericana 2017, 2018 e 2019, impreziosite da altri riconoscimenti individuali, a cui fanno seguito e l'oro ai XIII Giochi centramericani e caraibici, ai XVIII Giochi panamericani, dove viene premiata come miglior schiacciatrice, e al campionato nordamericano 2019, premiata come MVP del torneo. 
Nel 2021, dopo aver partecipato ai Giochi della XXXII Olimpiade, si aggiudica l'oro alla NORCECA Final Six, bissato nell'edizione successiva del torneo, in cui viene premiata come miglior realizzatrice e miglior schiacciatrice. Conquista poi l'oro ai XXIV Giochi centramericani e caraibici, insignita del premio come miglior schiacciatrice, e al campionato nordamericano 2023, oltre a un argento alla NORCECA Final Six 2023 e un altro oro ai XIX Giochi panamericani, venendo anche premiata come miglior schiacciatrice. Nel 2024 conquista l'oro alla NORCECA Final Six, insignita anche dei premi come miglior giocatrice e miglior schiacciatrice e chiude poi il ciclo olimpico con la partecipazione ai Giochi della XXXIII Olimpiade.
Inizia il seguente ciclo olimpico con la vittoria dell'oro alla Coppa panamericana 2025.

## Palmarès

### Club
- Campionato dominicano: 1

2018
- Campionato brasiliano: 1

2022-23
- Campionato russo: 1

2023-24
- Supercoppa brasiliana: 3

2019, 2020, 2021
- Campionato Mineiro: 2

2019, 2021
- Campionato sudamericano per club: 2

2021, 2023

### Nazionale (competizioni minori)
- Campionato nordamericano under 20 2010
- Coppa panamericana under 20 2011
- Coppa panamericana under 18 2011
- Campionato nordamericano under 18 2012
- Campionato nordamericano under 20 2012
- Coppa panamericana under 23 2012
- Coppa panamericana under 20 2013
- Coppa panamericana under 18 2013
- Coppa panamericana 2013
- Campionato mondiale under 23 2013
- Coppa panamericana under 23 2014
- Campionato nordamericano under 20 2014
- Coppa panamericana 2014
- Giochi centramericani e caraibici 2014
- NORCECA Champions Cup 2015
- Coppa panamericana 2015
- Giochi panamericani 2015
- Campionato mondiale under 23 2015
- Campionato mondiale under 20 2015
- Coppa panamericana 2016
- Coppa panamericana under 23 2016
- Coppa panamericana 2017
- Coppa panamericana 2018
- Giochi centramericani e caraibici 2018
- Coppa panamericana under 23 2018
- Coppa panamericana 2019
- Giochi panamericani 2019
- NORCECA Final Six 2021
- NORCECA Final Six 2022
- Giochi centramericani e caraibici 2023
- NORCECA Final Six 2023
- Giochi panamericani 2023
- NORCECA Final Six 2024
- Coppa panamericana 2025

### Premi individuali
- 2011 - Coppa panamericana under 18: Miglior attaccante
- 2012 - Campionato nordamericano under 18: Miglior realizzatrice
- 2012 - Campionato nordamericano under 18: Miglior attaccante
- 2012 - Campionato nordamericano under 20: Miglior realizzatrice
- 2013 - Campionato mondiale under 18: Miglior schiacciatrice
- 2013 - Campionato mondiale under 23: Miglior schiacciatrice
- 2014 - Coppa panamericana under 23: MVP
- 2014 - Coppa panamericana under 23: Miglior realizzatrice
- 2014 - Coppa panamericana under 23: Miglior schiacciatrice
- 2015 - Campionato mondiale under 23: Miglior schiacciatrice
- 2015 - Campionato mondiale under 20: MVP
- 2015 - Campionato mondiale under 20: Miglior schiacciatrice
- 2016 - Coppa panamericana: MVP
- 2016 - Coppa panamericana: Miglior schiacciatrice
- 2016 - Coppa panamericana under 23: MVP
- 2016 - Coppa panamericana under 23: Miglior schiacciatrice
- 2018 - Coppa panamericana: Miglior schiacciatrice
- 2019 - Coppa panamericana: Miglior schiacciatrice
- 2019 - XVIII Giochi panamericani: Miglior schiacciatrice
- 2019 - Campionato nordamericano: MVP
- 2020 - Qualificazioni nordamericane ai Giochi della XXXII Olimpiade: Miglior schiacciatrice
- 2020 - Qualificazioni nordamericane ai Giochi della XXXII Olimpiade: Miglior realizzatrice
- 2020 - Campionato sudamericano per club: Miglior opposto
- 2021 - Campionato sudamericano per club: Miglior opposto
- 2022 - NORCECA Final Six: Miglior realizzatrice
- 2022 - NORCECA Final Six: Miglior schiacciatrice
- 2023 - Campionato sudamericano per club: MVP
- 2023 - Campionato sudamericano per club: Miglior schiacciatrice
- 2023 - XXIV Giochi centramericani e caraibici: Miglior schiacciatrice
- 2023 - XIX Giochi panamericani: Miglior schiacciatrice
- 2024 - Superliga: Miglior schiacciatrice
- 2024 - NORCECA Final Six: MVP
- 2024 - NORCECA Final Six: Miglior schiacciatrice